# 小行星7376
小行星7376（英語：7376 Jefftaylor）是一颗围绕太阳公转的小行星。1980年10月31日，舒爾特·巴斯在帕洛马山发现了此天体。
这颗小行星的绝对星等为348.3672904981548等。